# Calasiao
Calasiao est une municipalité de la province de Pangasinan, aux Philippines.
Histoire

## Histoire
En 1592, la petite colonie de Calasiao est unie aux colonies voisines Nalsian, Gabon, Dinalaoan pour former la municipalité de Calasiao.
Les Augustins et les Dominicains ont missionné les autochtones, convertis pour la plupart au catholicisme romain . Le monastère de San Pablo de Calasiao a situé dans le centre-ville de  Calasiao a été construit dès 1596.

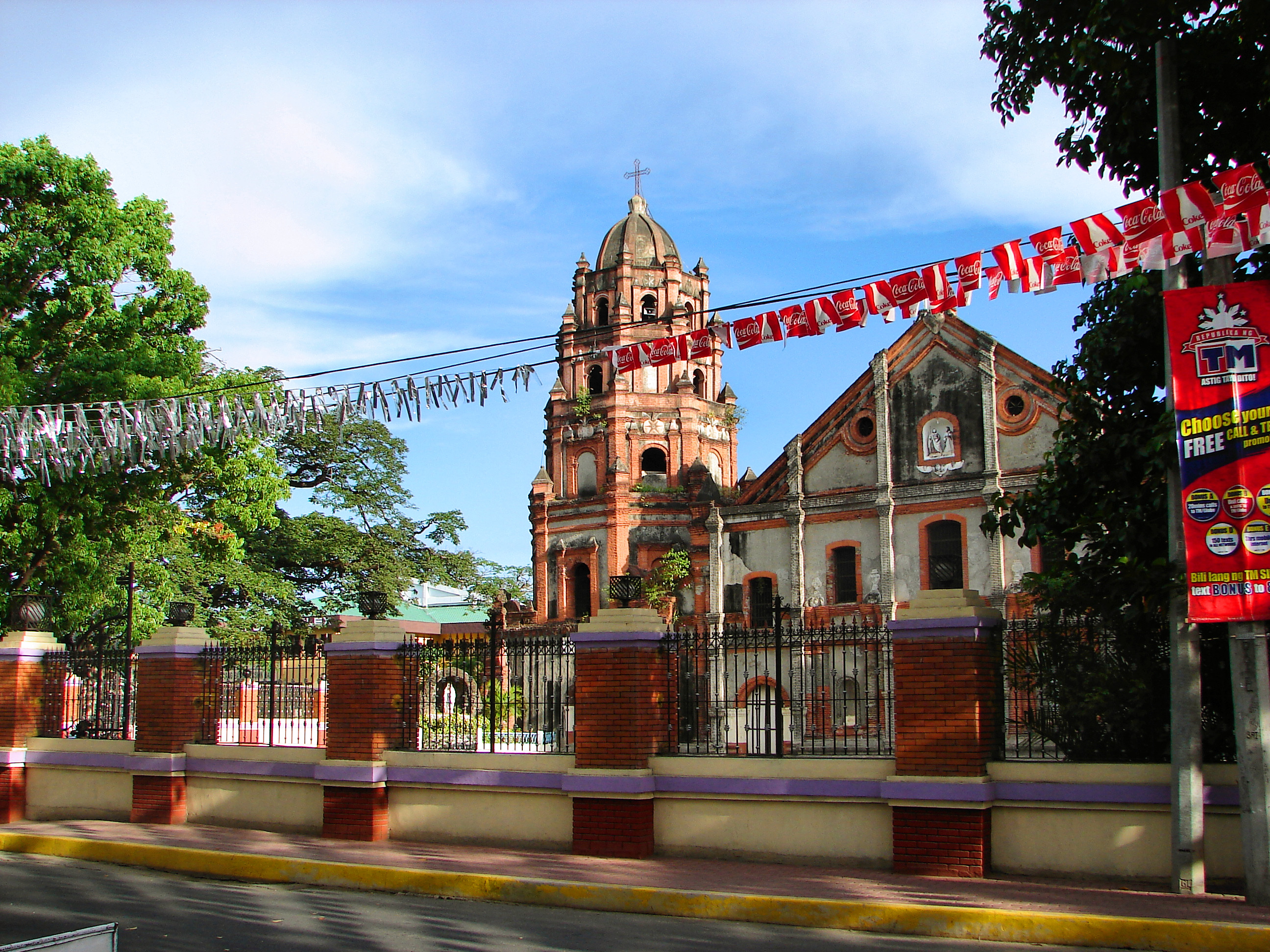
Poblacion

## Culture et langue
La majorité de la population parle à la fois la langue pangasinane et le tagalog L'ilokano et un peu d'anglais sont également parlés.

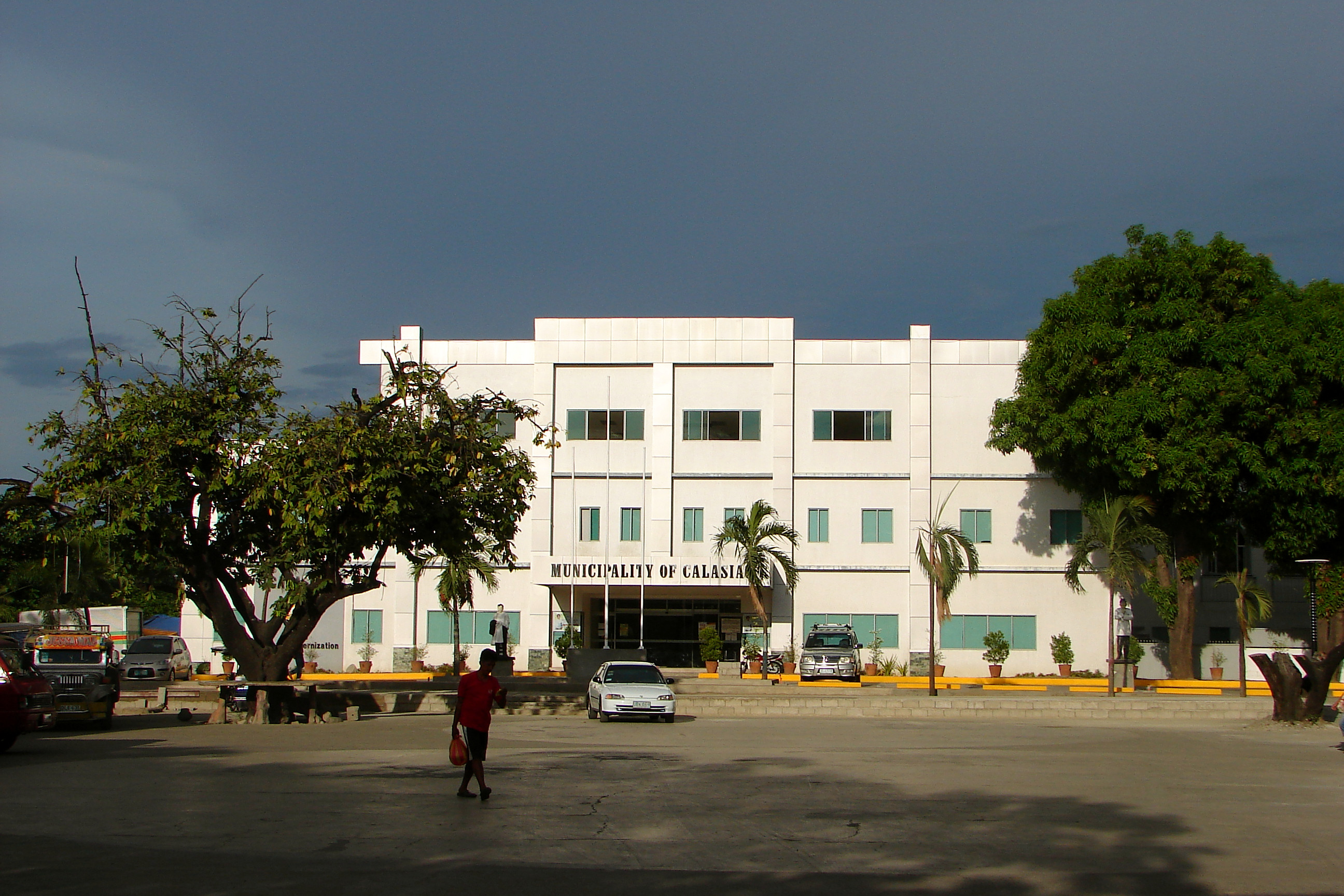
Hôtel de ville

## Barangays
Calasiao est divisé en 24 barangays.:
- Ambonão
- Ambuétel
- Banaoang
- Bued
- Buenlag
- Cabilocan
- Dinalaoan
- Doyong
- Gabon
- Lasip
- Longos
- Lumbang
- Macabito
- Malabago
- Mancup
- Nagsaing
- Nalsien
- Poblacion Est
- Poblacion Ouest
- Quesban
- San Miguel
- Saint-Vincent
- Songköy
- Talibaev